# Liste des vicomtes et ducs de Thouars

Armes de Ville de Thouars : d'azur semé de fleurs de lys d'or, au franc-quartier de gueules

Liste des vicomtes et ducs de Thouars.

## Vicomtes de Thouars

### Maison de Thouars
- Avant 876-903 : Geoffroy Ier. Ses successeurs Savary et Aimery et leur frère Adhémar Ier abbé de Saint-Maixent (vers 903-928), étaient sans doute ses fils ou ses neveux : en fait et jusqu'à Aimery II, les personnages et leurs parentés ne sont pas bien connus ; de plus la succession vicomtale se fait souvent, mais pas forcément, de frère à frère, avec retour ensuite au fils de l'aîné des frères.
- 903-929 : Savary Ier. Ce fut un fidèle du comte de Poitou Ebles Manzer. Il participa aux assemblées et plaids tenus par le comte de Poitiers. Ainsi en 903, Ebles le récompensa en lui donnant la tutelle de l'abbaye de Saint-Maixent.
- 929-936 (ou vers 933/934) : Aimery Ier. Frère du précédent, il possédait des biens près de Poitiers, il était avoué de l'abbaye de Saint-Maixent (qui était très riche). Il épousa Aremburge (Aremburgis) et ils eurent deux fils : Savary II et Aimery II.
- 936-943 : Savary II. Fils supposé du précédent ; il n'eut aucun fils.
- 943- vers 960 : Aimery II. Fils supposé d'Aimery Ier, il est le frère de Savary II. Il fut un fidèle allié de son suzerain Geoffroy Grisegonnelle comte d'Anjou, celui-ci lui attribua des biens à Chavagné près du monastère de Saint-Maixent, à Faye-l'Abbesse près de Bressuire, et à Missé au sud de Thouars. En 955 il fit don de terres, toujours à Faye-l'Abbesse, au bénéfice de l'abbaye Saint-Jean de Bonneval-lès-Thouars. Aimery II épousa Aliénor (Adénor)[1]en 935, avec qui il eut un fils, Herbert Ier.
- Vers 960-vers 987 : Herbert Ier (Arbert Ier), fl. notamment de 959 à 976. Il était le fils d'Aimery II. Geoffroy Grisegonnelle, comte d'Anjou, apparaît comme suzerain et protecteur du vicomte Herbert (il en sera de même, d'ailleurs, vis-à-vis de son fils Aimery III). Depuis environ 973, Geoffroy était en possession des points forts de Loudun et Mirebeau et enserrait donc les domaines du vicomte de Thouars. Herbert épousa en 956 Aldéarde (ou Hildegarde), fille de Cadelon/Chalon Ier, vicomte d'Aulnay, et de Sénégonde de Marcillac. En 971, Aldéarde fonda l'église d'Airvault, elle mourut après l'an mil ; elle s'était remariée à Arnaud Manzer d'Angoulême. Herbert et Aldéarde eurent plusieurs enfants : Aimery III, Savary III, Raoul Ier, Thibault et Geoffroy.

Aldéarde est restée célèbre par la mésaventure qui lui arriva vers les années 980. Ayant eu une liaison avec le comte de Poitiers Guillaume Fier à Bras, elle se trouva exposée à la vindicte de la femme de ce dernier, Emma de Blois, sœur du comte de Blois Eudes. Emma se vengea en faisant rudoyer et violer sa rivale lors d'une rencontre. Emma se réfugia alors dans le château de Chinon, où elle attendit que son mari lui pardonnât cette action.
- 987-997 : Aimery III. Il était le fils d'Herbert Ier et d'Aldéarde (ou Hildegarde) d'Au(l)nay. Vassal du comte de Poitiers, il se reconnaissait aussi vassal du comte d'Anjou Foulques III Nerra qui était très présent dans cette partie du Poitou. En 992 le vicomte assiste Foulques contre les Bretons pour la possession du comté de Nantes, en particulier lors de la bataille de Conquereuil. Foulques confie la garde de Nantes à Aimery pendant la minorité du petit comte Judicaël. En 994 pourtant, Aimery s'éloigne durablement de l'alliance angevine et Foulques construit une forteresse à Passavant pour le contrôler. Il épousa Elvise (Eluis) mais ils n'eurent pas d'enfants ; [cependant Aimery eut un fils naturel, Haimon ou Aymon de Dinan, né vers 975, qui fut seigneur de Dinan, dit le Vicomte, comte en Domnonée : ?].
- 997-1004 : Savary III. Frère du précédent, [il se maria à deux reprises : du premier lit il eut Geoffroy II, du second Hugues, né vers 995 ? Mais l'historien Jacques Duguet dit qu'on ne sait même pas s'il était marié, ni avec certitude si Geoffroy II était bien son fils]. Pour s'être emparé d'un domaine appartenant aux Lusignan, Savary fut toujours en situation de conflit avec son voisin Hugues IV de Lusignan.
- 1004-1015 : Raoul. Frère du précédent, il lui succéda. Sa femme s’appelait Aremburge (dite aussi Asceline ; Aremburgis, alias Ascelina), il en eut plusieurs enfants, dont Aimery (plus peut-être Thibault), et une fille, Aldegarde. Le duc d'Aquitaine et comte de Poitiers Guillaume le Grand pratiqua une politique d'équilibre (avec beaucoup de duplicité) entre Raoul et le sire de Lusignan afin de les neutraliser. Guillaume fit échouer un mariage entre la fille de Raoul et Hugues de Lusignan en proposant à ce dernier la veuve de Josselin Ier de Parthenay (qui n'avait laissé qu'un fils en bas âge). Mais en fait, le duc s'arrangea pour que ce mariage échouât lui aussi et provoquât la guerre entre le vicomte de Thouars d'une part, et le sire de Lusignan et le duc lui-même d'autre part]. Le vicomte Raoul mourut à la fin de l'année 1014 alors qu'il ravageait les terres d'Hugues de Lusignan.
- 1015-vers 1045/1055 : Geoffroy II. Neveu du précédent, il était probablement le fils de Savary III (ou d'Aimery III) ; marié à Adénor (Adenordis, Ainor, Aynors). Père d'Aimeri IV, Savari, Raoul de Mauléon[3], Geoffroy (selon l'historien Jacques Duguet, c'est ce Geoffroy qui, vicomte associé, épouse une Ameline et engendre Aimeri V : voir plus bas) et Godenor[4].
- 1055-1093 : Aimery IV. Fils du précédent, marié à Arégarde (Arengardis, Orengardis) qui est communément dite (sans aucune certitude) fille de Geoffroy de Mauléon et sœur de Raoul de Mauléon sur la base du Testament d'Herbert II fils d'Aimery qui cite « Radulfus de Malo Leone, avuctuns prefati Herbertus… », et beaucoup ont supposé qu'il était oncle maternel d'Herbert. Mais Jacques Duguet[5], spécialiste du Moyen Age dans la région du Bas-Poitou, apporte la preuve que Raoul et Aimery sont frères. « Le premier Raoul figure, toujours avec le surnom de Mauléon, dans l'acte du 7 décembre 1099 et on le retrouve en 1107, avec le même surnom, contrôlant l'abbaye de Saint-Michel-en-l'Herm avec le vicomte Geoffroy III, frère d'Arbert II ; il est alors dit oncle du vicomte (36). Il est vrai qu'on a affirmé que ce Raoul de Mauléon était un oncle maternel d'Arbert II. Or en 1091 il a confirmé les concessions du vicomte Aimeri IV à Saint-Florent de Saumur et à Saint-Nicolas de la Chaise (37) et on le voit en 1107 tenir Saint-Michel-en-l'Herm avec Geoffroy III. Il est évident qu'il s'agit d'un Thouars, en l'occurrence le frère puîné d'Aimeri IV. Nous ignorons comment il a obtenu Mauléon mais il ne nous paraît pas douteux que les seigneurs de Mauléon, ses descendants, qui reçoivent des noms de la Maison de Thouars, constituent une branche cadette de cette maison[6]… » Aimery IV épousa en secondes noces Ameline (Amelina). Père d'Arbert/Herbert II et Geoffroy III, et de deux filles : Hildegarde (transmet-elle Soubise à son mari Hugues VI de Lusignan ?) et Adénor (femme de Boson II de Châtellerault).
- 1093-1104 : Herbert/Arbert II. Fils aîné du précédent, il mourut lors de la première Croisade à Jaffa (Palestine) en 1104 ; avec son frère et successeur Geoffroi III, il accompagnait le duc Guillaume en Terre sainte. C'était le fils aîné d'Aimery IV (et de sa 1re femme ?). Il succéda immédiatement à son père Aimery IV. Le 10 février 1096, l'évêque de Poitiers Pierre restaura l'abbaye d'Airvault, avec l'accord de Herbert, vicomte de Thouars, fils du vicomte Aimery défunt. Le 7 décembre 1099, sa famille entoura Herbert lors de la dédicace de l'église Saint-Nicolas de la Chaise, commencée par son père et qu'il acheva ; alors auprès de lui se trouvaient son frère Geoffroy III, dit de Tiffauges, sa sœur Audéarde (ou Hildegarde) qui était l'épouse de Hugues VI de Lusignan, et son oncle Raoul, dit de Mauléon.

À cette époque on pouvait mesurer l'étendue de la vicomté de Thouars par les fiefs qui relevaient d'elle. C'étaient Bressuire, Doué, Passavant, Argenton le Château, Airvault, La Forêt-sur-Sèvre, Montaigu, La Roche-sur-Yon, Tillé, Châteaumur, Pouzauges, Les Essarts, Lezay, Commequiers, et d'autres encore.
Comme beaucoup de ses contemporains, le vicomte Herbert se rendit en Palestine, la première fois en 1098. Il repartit avec son frère Geoffroy en 1102 lors de la croisade conduite par le duc Guillaume IX d'Aquitaine. Sa bannière était d'or semé de fleur de lys d'azur au franc quartier de gueules. Ces armoiries restèrent celles de sa maison, elles furent ensuite celles de la ville de Thouars. Beaucoup de pèlerins moururent pendant le trajet de Constantinople à Jérusalem. Au moment où Herbert voulut repartir en France, il mourut à Jaffa en 1104. Il fut inhumé près de l'église Saint-Nicolas de Jaffa. Il avait épousé vers 1095 Agnès, dont il eut deux fils, Aimery VI et Herbert.
- 1104-1123 : Geoffroy III, d'abord dit de Tiffauges. Frère du précédent, (marié en 1094 à Ameline ? ; mais selon Jacques Duguet, c'est plutôt son oncle Geoffroi qui épouse Ameline et est le père d' Aimeri V).
- 1123-† assassiné en 1127 : Aimery V. Fils de Geoffroy (Geoffroi III ; ou Geoffroi, l'oncle de Geoffroi III ?) et d'Ameline, marié à Agnès, fille de Guillaume IX d'Aquitaine et Philippe de Toulouse.
- 1127-1139 : Aimery VI. Fils d'Herbert II, marié à Mathilde d'Aquitaine, sans postérité.
- 1139-1151 : Guillaume Ier, fils aîné d'Aimery V et petit-fils maternel de Guillaume IX d'Aquitaine-Poitiers (d'où son prénom) ; sans postérité.
- 1151-1173 : Geoffroy IV. Frère cadet du précédent, marié à Denise de Lusignan, fille de Hugues VII le Brun et de Sarrazine de Lezay. Il maria en 1199 un de ses fils Guy de Thouars († 1213) à Constance de Bretagne († 1201), d'où la suite des ducs de Bretagne.
- 1173-1226 : Aimery VII. Fils du précédent, marié à Agnès de Laval, fille du baron Guy IV de Laval et d’Agathe. En secondes noces, époux de Marie.
- 1226-1229 : Hugues Ier. Frère du précédent, marié à Marguerite de Vihiers.
- 1229-1233 : Raymond Ier. Frère d'Aimery VII et d'Hugues Ier.
- 1233-1242 : Guy Ier. Fils d'Aimery VII, marié à Alix de Mauléon, fille de Savary Ier de Mauléon et de Belleassez de Pareds, dame de Pouzauges.
- 1242-1246 : Aimery VIII. Frère du précédent, marié à Béatrix de Machecoul, dame de Machecoul et de La Roche-sur-Yon (veuve de Guillaume de Mauléon, Seigneur de Talmond) : Postérité.
- 1246-1256 : Aimery IX. Fils de Guy Ier, marié à Marguerite de Lusignan, séparée pour cause de parenté de Raymond VII, comte de Toulouse.
- 1256-1269 : Renaud ou Regnault de Thouars. Frère du précédent, marié à Aliénor, fille de Jean II de Soissons et Marie de Chimay.
- 1269-1274 : Savary IV. Frère du précédent, marié à Agnès de Pons.
- 1274-1308 : Guy II. Fils d'Aimery IX, marié à Marguerite de Brienne d'Eu.
- 1308-1332 : Jean Ier. Fils du précédent, marié à Blanche de Brabant.
- 1332-1333 : Hugues II. Frère du précédent, marié à Jeanne de Beauçay : leur fils Hugues III de Thouars meurt dès 1334 sans postérité, mais ses frères Gaucher et Miles de Thouars font la suite des sires de Tiffauges et de Pouzauges, aussi des princes de Chabanais et Confolens.
- 1333-1370 : Louis Ier. Fils de Jean Ier, marié à Jeanne de Dreux, fille de Jean de Dreux et de Peronnelle, fille d'Henri III de Sully. Puis en secondes noces époux d'Isabeau d’Avaugour, veuve de Geoffroy VIII de Chateaubriand.
- 1370-1397 : Péronnelle de Thouars, comtesse de Dreux ; Fille aînée du précédent et sœur de Simon de Thouars, comte de Dreux († prédécédé le 12 juillet 1365 dans le tournoi de son mariage avec Jeanne d'Artois) ; mariée à Amaury IV de Craon. À la mort de ce dernier en 1376, elle épousa Tristan Rouault de Boisménard (ou Boisménart ; arrière-grand-oncle du maréchal Joachim[7]). Sans postérité : avec elle s'éteignit la branche aînée de la première famille de Thouars qui posséda la vicomté plus de cinq siècles.

### Famille d'Amboise

À la mort de Peronnelle de Thouars, sa sœur Isabeau de Thouars, comtesse de Dreux (veuve de Guy de Nesle, seigneur de Mello et maréchal de France) était mariée avec Ingelger Ier d'Amboise et de Berrie. Elle en eut deux filles et deux fils, Pierre et Ingelger II d'Amboise ; l'aîné de ceux-ci, Pierre II d'Amboise, prit la succession de la vicomté.
- 1397-1426 : Pierre II d'Amboise. C'était le petit-fils maternel de Louis Ier de Thouars, marié à Jeanne de Rohan puis à Anne (Isabelle), fille de Bertrand III de Goyon-Matignon.
- 1426-1470 : Louis d'Amboise. C'était le petit-fils d'Isabeau et d'Ingelger Ier d'Amboise (fils d'Ingelger II, seigneur de Rochecorbon et de Jeanne de Craon). À la mort de son oncle Pierre II d'Amboise il devint vicomte de Thouars, seigneur d'Amboise, Bléré et Montrichard, comte de Guînes, seigneur de Talmond, Marans, de l'Ile de Ré, etc. marié à Marie de Rieux, fille de Jean III, seigneur de Rieux et de Rochefort, et de Béatrix de Montauban. En 1429 et 1430, Louis complota contre le favori de Charles VII, La Trémoïlle, ce qui lui valut spoliation et emprisonnement.

### Maison de France
En mai 1470, faute d'héritier direct mâle, le roi Louis XI attribua la vicomté de Thouars à sa fille Anne qui était alors fiancée à Nicolas d'Anjou.
- 1470-1473 : Anne de France et Nicolas d'Anjou. Anne, fille du roi de France, Louis XI, fiancée à Nicolas d'Anjou. Celui-ci trahit le roi et se rapprocha du duc de Bourgogne; il mourut à 25 ans le 27 juillet 1473[9]. Louis XI récupéra alors la vicomté.
- 1473-1483 : Louis XI. Louis XI finit par engager l'attribution de la vicomté de Thouars à Louis de La Trémoille mais le roi mourut (30 août 1483) avant la restitution effective de cette vicomté.

### Maison de La Trémoille
En mars 1468 Françoise d'Amboise (fille aînée de Louis d'Amboise) se fit religieuse Carmélite et céda tous ses droits à son neveu Louis II de La Trémoille, fils de sa sœur Marguerite. C'est donc de droit que la vicomté de Thouars revint à ce dernier en 1483. Grâce à sa fidélité complète pour Louis XI puis Anne de France, régente, il réussit à restituer cette vicomté.
- 1483-1525 : Louis II. C'était le petit-fils de Louis d'Amboise. Marguerite, sa mère (troisième fille de Louis d'Amboise), se maria avec Louis Ier de La Trémoille (le fils de Georges de La Trémoille et de Catherine de l'Isle-Bouchard) en 1445. Il est également prince de Talmont, comte de Guînes et de Bénon, baron de Sully, de Craon, de Montagu, de Mauléon et de l'Ile-Bouchard, seigneur des îles de Ré, de Rochefort et de Marans, et premier chambellan du roi. Il se maria le 28 juillet 1484 à Gabrielle de Bourbon-Montpensier.
- 1525-1541 : François. Petit-fils du précédent, marié le 23 janvier 1521 à Anne de Laval, fille de Guy XVI de Laval, comte de Laval et de Charlotte d'Aragon-Naples.

## Ducs de Thouars
Louis III participa aux Guerres de religion ; pour le récompenser, le roi Charles IX de France érigea au mois de juillet 1563 la vicomté de Thouars en duché (pairie en 1595).

### Maison de La Trémoille

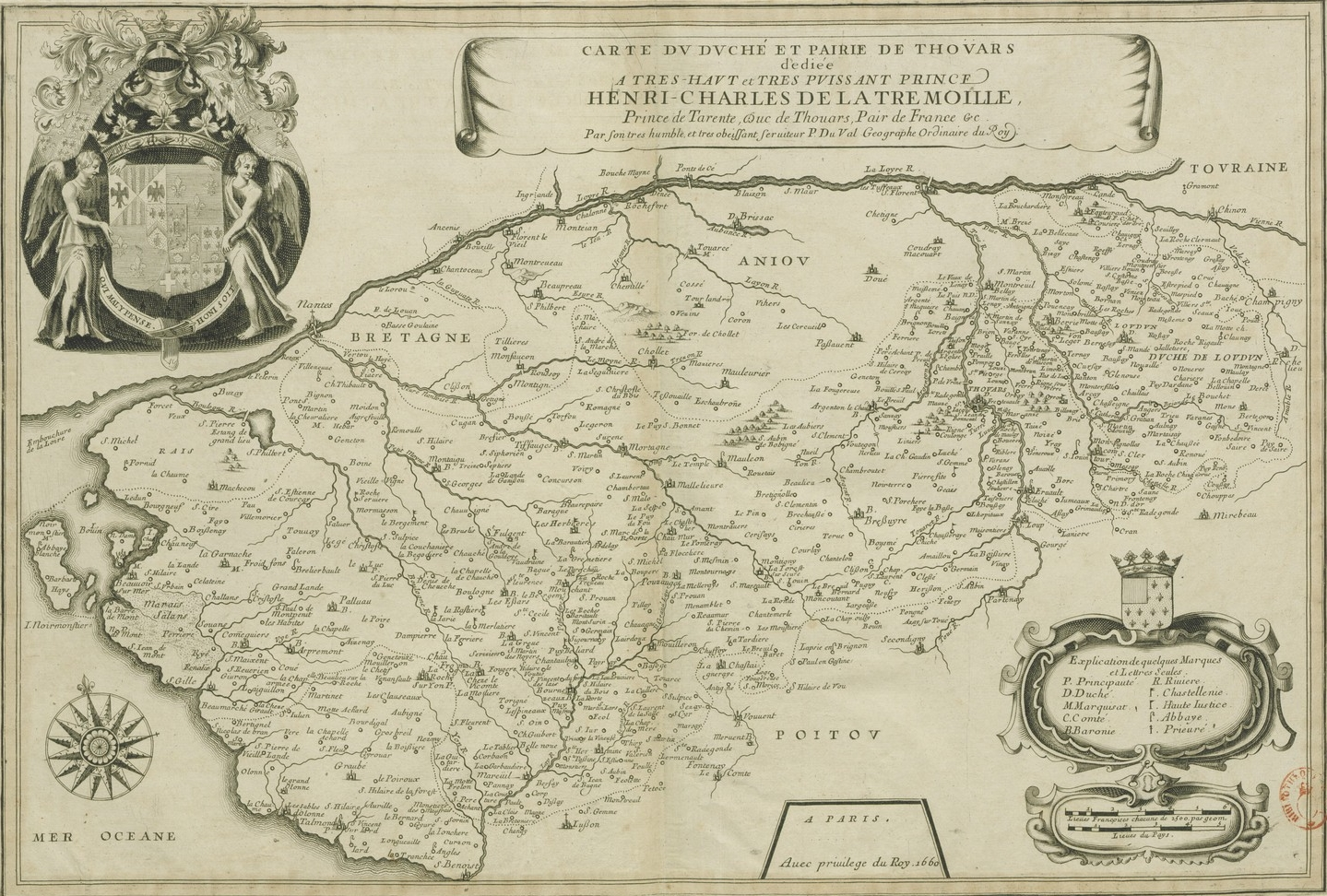
Carte de la vicomté de Thouars en 1753 par Jean-Frédéric Poisson.

- 1541-1577 : Louis III. Fils du précédent, marié en 1545 à Jeanne de Montmorency.
- 1577-1604 : Claude. Fils du précédent, marié en 1598 à Charlotte-Brabantine d'Orange-Nassau.
- 1604-1668 ; 1672-1674 : Henri III. Fils du précédent, marié en 1619 à Marie de La Tour d'Auvergne.
- 1668-1672 : Henri IV Charles. Fils du précédent, marié en 1648 à Amélie de Hesse-Cassel.
- 1674-1709 : Charles III Belgique-Hollande. Fils du précédent, marié en 1675 à Madeleine de Créquy.
- 1709-1719 : Charles IV Louis-Bretagne. Fils du précédent, marié en 1706 à Marie-Madeleine Motier de La Fayette, petite-fille de Mme de La Fayette.
- 1719-1741 : Charles V Armand-René. Fils du précédent, marié en 1725 à Marie-Hortense de La Tour d'Auvergne.
- 1741-1792 : Charles VI Jean-Bretagne-Godefroy. Fils du précédent, marié en 1751 à Marie-Geneviève de Durfort, puis en 1763 à Marie-Maximiliane zu Salm-Kyrburg.
- 1792-1839 : Charles VII Bretagne-Marie. Fils du précédent, marié en 1781 à Louise-Emmanuelle de Châtillon puis en 1830 à Valentine-Eugénie-Joséphine Walsh de Serrant.
- 1839-1911 : Louis IV Charles. Fils du précédent, marié à Marguerite Duchâtel.
- 1911-1921 : Louis V Charles. Fils du précédent, marié en 1892 à Hélène-Marie-Léonie Pillet-Will.
- 1921-1933 : Louis VI Jean-Marie. Fils du précédent, mort sans postérité en 1933 dans un incendie en Angleterre, il fut enterré dans la chapelle du château de Thouars.